# 零位法
零位法(れいいほう、ゼロいほう、zero method、null method)とは、測定方法の分類の一つ。
測定の方法は、測定量の結果として生じる計器の指示値を読む偏位法と、測定量がある基準量と等しいかどうかを調べることで測定量を知る零位法の二種類に分類することができる。前者の例は体重計や電圧計などであり、後者の例は天秤や電位差計などである。

## 特徴
零位法では測定量と基準量が等しくなるまで調整を行う手間がかかるが、一般に平衡の検知は高精度で可能であるため、基準量の精度と同じ精度で測定量を測ることができる。また、測定対象からエネルギーを「横取り」して計器の針を動かす偏位法に対し、零位法の平衡点ではエネルギーを取ることがなく、測定対象への影響がより小さい測定法である。
このような特徴から、高精度が要求される測定のほとんどは偏位法でなく零位法によっている。

## 零位法の例
天秤一方の皿に載せた分銅の重量を基準量として変化させ、もう一方の皿に載せた物体の重量を調べる。
直流電位差計標準電池の起電力を基準量として、回路の抵抗を変化させ、任意の起電力を測定する。
ブリッジ回路電位の等しい二点間には電流が流れないことを利用し、既知の抵抗・キャパシタンス・インダクタンスを基準量として未知の抵抗・キャパシタンス・インダクタンスを測定する。

## 関連
- 偏位法
- ホイートストンブリッジ
- マクスウェルブリッジ
- ヘイブリッジ
- 検流計